# Gnatholea subnuda
Gnatholea subnuda är en skalbaggsart som beskrevs av Lacordaire 1869. Gnatholea subnuda ingår i släktet Gnatholea och familjen långhorningar.
Artens utbredningsområde är:
- Laos.
- Myanmar.

Inga underarter finns listade i Catalogue of Life.